# Джек Ричер, или Я уйду завтра
«Джек Ричер, или Я уйду завтра» (англ. Gone Tomorrow, другое название — «Без следа») — роман английского писателя Ли Чайлда, вышедший в 2009 году. Тринадцатая книга из серии о бывшем военном полицейском Джеке Ричере.

## Сюжет
Бывший военный полицейский Джек Ричер едет ночью в нью-йоркском метро. Он замечает пассажирку, во многом соответствующая критериям списка поведения террористов-смертников. Он приближается к ней чтобы помочь или предотвратить возможный теракт, но женщина стреляет в себя.
С помощью детектива Терезы Ли и брата погибшей Сьюзан Марк он обнаруживает, что за всем стоит Джон Сэнсом, конгрессмен из Северной Каролины. Сына Сьюзан Марк похитили террористы и требовали от неё фотографию встречи Сэнсома с Усамой бен Ладеном в Афганистане. Узнав, что её сына убили, Сьюзан застрелилась. Ричер раскрывает лидера террористов и уничтожает их группу.